# Hello There EP
Hello There fue publicado en 2008 y fue el primer EP de Cimorelli. Cada canción fue escrita por Christina y Lauren con las armonías vocales dispuestas por Lisa. No se ha publicado oficialmente bajo un sello discográfico, pero está en iTunes.
Todo pensamiento involucrado en la composición y letras, Christina es la principal escritora, mientras que las armonías fueron escritas por Christina y Lisa. Todos estos trabajos fueron reunidos con numerosas interpretaciones en vivo, como en California State Fair, donde ellas tocaron sus propios instrumentos. Michael, el hermano mayor de las chicas, tocó la guitarra eléctrica y, varias veces apareció con la banda Cimorelli en grabaciones y presentaciones en vivo. Christina y Lauren tocan el teclado, Katherine toca el bajo, Lisa toca la batería y Amy toca la guitarra rítmica.

## Lista de canciones
1. "Singing My Song"
2. "On The Radio"
3. "Delaney"
4. "Hello There"
5. "Everything Has Changed"
6. "Do You Know"

## Trivia
- En iTunes, el EP se llama "Cimorelli" en lugar de "Hello There".

- Datos: Q27016637